# Andrei Romanowitsch Fedoriw

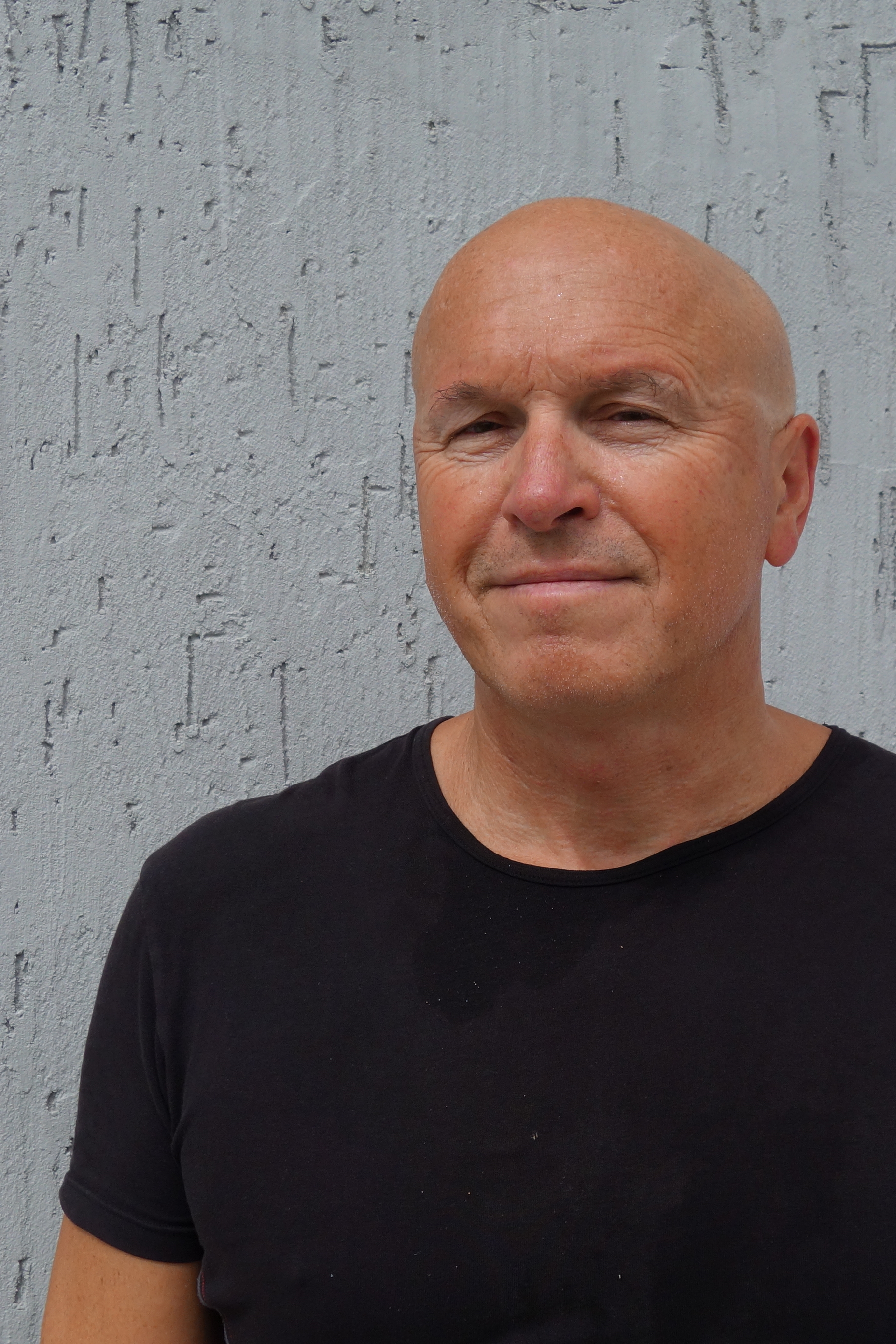
Andrei Romanowitsch Fedoriw, 2020

Andrei Romanowitsch Fedoriw (russisch Андрей Романович Федорив, engl. Transkription Andrey Fedoriv; * 11. August 1963 in Lwiw) ist ein ehemaliger russischer Sprinter.
1986 gewann er für die Sowjetunion startend bei den Europameisterschaften in Stuttgart Bronze über 200 Meter. Im Jahr darauf erreichte er bei den Weltmeisterschaften 1987 in Rom über dieselbe Distanz das Halbfinale; in der 4-mal-100-Meter-Staffel wurde er im Vorlauf eingesetzt und trug so zum Gewinn der Silbermedaille für das sowjetische Team bei.
Bei den Olympischen Spielen 1992 in Barcelona belegte er mit der 4-mal-100-Meter-Stafette des Vereinten Teams den fünften Platz. 1993 schied er, nun für Russland startend, bei den Weltmeisterschaften in Stuttgart über 200 Meter im Halbfinale aus, 1994 wurde er bei den Europameisterschaften in Helsinki über dieselbe Distanz Sechster.
Bei den Olympischen Spielen 1996 in Atlanta und bei den Weltmeisterschaften in Athen gelangte er über 100 Meter ins Viertelfinale und schied über 200 Meter im Vorlauf aus.
Zweimal wurde er russischer Meister über 100 Meter (1996, 1997) und dreimal über 200 Meter (1994, 1996, 1997). In der Halle holte er je viermal den sowjetischen und den russischen Titel über 200 Meter (1983, 1989–1991; 1993, 1994, 1998, 1999) und zweimal den russischen Titel über 60 Meter (1996, 1998).
Seine Tochter Alexandra Fedoriwa ist ebenfalls als Sprinterin erfolgreich.

## Bestzeiten
- 60 m (Halle): 6,58 s, 26. Januar 1993, Moskau
- 100 m: 10,19 s, 21. Juni 1997, München
- 200 m: 20,53 s, 7. Juli 1986, Moskau
  - Halle: 20,80 s, 20. Februar 1993, Paris